# Cadlina
Cadlina is een geslacht van weekdieren uit de klasse van de Gastropoda (slakken).

## Soorten
- Cadlina abyssicola Valdés, 2001
- Cadlina affinis Odhner, 1934
- Cadlina dubia Edmunds, 1981
- Cadlina excavata (Pruvot-Fol, 1951)
- Cadlina flavomaculata MacFarland, 1905
- Cadlina georgiensis Schrödl, 2000
- Cadlina glabra (Friele & Hansen, 1876)
- Cadlina japonica Baba, 1937
- Cadlina kamchatica Korshunova, Picton, Sanamyan & Martynov, 2015
- Cadlina kerguelensis Thiele, 1912
- Cadlina laevis (Linnaeus, 1767) = (Kaalslak)
- Cadlina limbaughorum Lance, 1962
- Cadlina luarna (Er. Marcus & Ev. Marcus, 1967)
- Cadlina luteomarginata MacFarland, 1966
- Cadlina magellanica Odhner, 1926
- Cadlina modesta MacFarland, 1966
- Cadlina nigrobranchiata Rudman, 1985
- Cadlina pacifica Bergh, 1879
- Cadlina pellucida (Risso, 1826)
- Cadlina rumia Er. Marcus, 1955
- Cadlina scabriuscula (Bergh, 1890)
- Cadlina sparsa (Odhner, 1921)
- Cadlina tasmanica Rudman, 1990
- Cadlina umiushi Korshunova, Picton, Sanamyan & Martynov, 2015
- Cadlina willani M. C. Miller, 1980